# Boulbon
 Boulbon  es una comuna y población de Francia, en la región de Provenza-Alpes-Costa Azul, departamento de Bocas del Ródano, en el distrito de Arlés y cantón de Tarascon.
Está integrada en la Communauté d'agglomération Arles-Crau-Camargues-Montagnette.

## Demografía
| 850 | 989 | 1 008 | 985 | 1 171 | 1 110 | 1 261 | 1 236 | 1 240 | 1 268 | 1 227 | 1 207 | 1 121 | 1 112 | 1 073 | 1 026 | 1 015 | 1 011 | 1 041 | 1 020 | 901 | 961 | 922 | 912 | 875 | 863 | 867 | 935 | 836 | 1 042 | 1 329 | 1 510 | 1 535 |
| Para los censos de 1962 a 1999 la población legal corresponde a la población sin duplicidades (Fuente: INSEE [Consultar]) |     |       |     |       |       |       |       |       |       |       |       |       |       |       |       |       |       |       |       |     |     |     |     |     |     |     |     |     |       |       |       |       |